# (6575) Slavov
(6575) Slavov est un astéroïde de la ceinture principale.

## Description
(6575) Slavov est un astéroïde de la ceinture principale. Il fut découvert le 8 août 1978 à Naoutchnyï par Nikolaï Tchernykh. Il présente une orbite caractérisée par un demi-grand axe de 3,12 UA, une excentricité de 0,16 et une inclinaison de 5,1° par rapport à l'écliptique.

## Compléments